# Communauté de communes du Pays Courvillois
Die Communauté de communes du Pays Courvillois ist ein ehemaliger französischer Gemeindeverband mit der Rechtsform einer Communauté de communes im Département Eure-et-Loir in der Region Centre-Val de Loire. Der Gemeindeverband wurde am 5. Dezember 2002 gegründet und bestand aus 16 Gemeinden. Der Verwaltungssitz befand sich im Ort Courville-sur-Eure.
Mit Wirkung vom 1. Januar 2016 fusionierte der Gemeindeverband mit der Communauté de communes du Pays de Combray und bildet damit die neue Communauté de communes Entre Beauce et Perche.

## Mitgliedsgemeinden
1. Billancelles
2. Chuisnes
3. Courville-sur-Eure
4. Le Favril
5. Fontaine-la-Guyon
6. Friaize
7. Fruncé
8. Landelles
9. Orrouer
10. Pontgouin
11. Saint-Arnoult-des-Bois
12. Saint-Denis-des-Puits
13. Saint-Germain-le-Gaillard
14. Saint-Luperce
15. Le Thieulin
16. Villebon